# Craugastor rugulosus
Craugastor rugulosus är en groddjursart som först beskrevs av Cope 1870.  Craugastor rugulosus ingår i släktet Craugastor och familjen Craugastoridae. IUCN kategoriserar arten globalt som livskraftig. Inga underarter finns listade i Catalogue of Life.